# 陳文敦
陳文敦（發音：[t͡ɕən˨˩ van˧˧ ʔɗon˧˧]；1917年8月19日—1998年），前越南共和國軍將軍，中將軍銜。他出身法國的預備軍官學校，後來在法國殖民地軍隊在越南北部開設的軍事學校接受了進一步的訓練。他也是越南共和國的前政治家，在1963年11月1日推翻吳廷琰總統政權的政變中起到了關鍵的作用。他在1967年至1975年年間擔任越南第二共和國的副總理兼國防部長。

## 早年經歷
陳文敦出生在法國波爾多吉輪特的科德朗，祖父是湄公河三角洲一帶有錢的地主，父親在法國學習醫學期間，陳文敦在法國出生了。陳文敦一家人都是法國國籍，所以他也有個法語名字是“安德烈”（Andre）。
1920年，陳文敦的父親帶著全家回國。1923年，陳文敦就讀於西貢圣丹班特小學。1925年，在西貢的夏瑟盧-魯巴中學學習。在這裡，他認識了一位擅長體育的學生，名叫楊文明。
1927年，他被家人送到法國留學，1929年回國繼續就讀於夏瑟盧-魯巴中學。1939年，他獲得法國課程的完整文憑（第二部分）畢業，隨後前往法國巴黎高等商學院學習。

## 法軍
1939年9月，第二次世界大戰爆發，陳文敦入伍加入法軍。1940年5月，他被派往聖邁克桑的預備士官學校學習。然而，在他接受訓練期間，法國在失守於納粹德國，他在盧瓦爾戰場上被俘，在索米爾的裝甲騎兵學校被拘留了兩個月。同年12月，他在斯特拉斯堡市號船經海路回國。
回國後，他繼續在法屬印度支那爲法國軍隊服役，成爲了殖民地軍隊中訓練越南士兵的新兵教練。1942年，陳文敦是被派往山西的「宗」軍事學校（Võ bị TÔNG Sơn Tây）學習的學生中兩名年輕越南士官之一，參加法國殖民當局的越南軍官培訓計劃，旨在爲法國殖民地軍隊服務。一年後，他以准尉軍銜別畢業，並留在學校擔任教練。

## 越南共和國軍
1963年中期，他開始與中央情報局聯絡人盧西恩·科奈恩會面，並同黎文金等對吳廷琰不滿的將軍們會面。他們一起向吳廷琰提議，由於騷亂和戰爭，建議頒佈戒嚴令。吳廷琰同意了，但這些將軍們事實上是想增加實力以便發動政變。11月1日，陳文敦等人發動政變，推翻了吳廷琰。陳文敦本意是要將吳廷琰兄弟驅逐出國，但執行命令的阮文戎卻將吳氏兄弟殺害。
政變成功後，軍人革命委員會成立，以取代總統的職權。陳文敦擔任委員會的第一副主席。三個月後，阮慶發動政變，陳文敦同楊文明、尊室訂、黎文金及枚有春一起被捕軟禁。隨後除了楊文明以外的四名將軍都被軍事法庭認定為「道德鬆弛」，解除了兵權，並驅逐到大叻。

## 第二共和國政客
1967年，陳文敦當選上議院議員。此後出任國防部長直至1975年4月29日，也就是西貢淪陷前一天。

## 1975年
此後陳文敦流亡美國。1998年病逝於美國阿肯色州。

## 家庭
- 父親：陳文敦醫生（1887年出生），畢業於法國波爾多醫科大學，印度支那民主黨創始人之一，西貢勸學會前會長，西貢-堤岸市長，越南國駐義大利大使（1951年）
- 母親於1930年去世。
- 妹妹：加布里埃爾·安托瓦內特·陳文敦（Gabrielle Antoinette Trần Văn Đôn），越南國籍上改名爲陳氏秋香（Trần Thị Thu Hương），黎文金中將的夫人。
- 弟弟：克勞德·陳文敦（Claude Trần Văn Đôn），法國巴黎醫生
- 妻子：不詳
- 子女：陳文德（Trần Văn Đức）、陳文清（Trần Văn Thanh）
- 陳文敦將軍的私生活是出了名的充滿風流軼事，除了正妻外，他還有很多情婦。當時有許多上層階級婦女都是他的情人，甚至有人質疑第一夫人陳麗春（最高顧問吳廷瑈的妻子）也在其中。

## 著作
- Our Endless War: Inside Vietnam（1987年）
- Việt Nam nhân chứng: hò̂i ký chánh trị（1989年）